# Il detective con la faccia di Bogart
Il detective con la faccia di Bogart (The Man with Bogart's Face) è un film del 1980 diretto da Robert Day.

## Trama
Un uomo che si fa chiamare Sam Marlowe si è fatto modificare il volto per assomigliare al suo idolo, Humphrey Bogart, e per aprire un'agenzia investigativa. In un primo momento, lui e la sua segretaria hanno pochi casi da affrontare, ma le cose prenderanno una piega diversa quando alcune circostanze sembrano far rivivere a Marlowe le stesse avventure del personaggio dei film di Bogart, su tutte la caccia ad un tesoro inseguito da criminali stranieri e la disinvoltura con cui l'investigatore si divide tra una donna e l'altra.